# خالد السبيعي
خالد محمد السبيعي (ولد في 26 أكتوبر 1999 ) لاعب كرة قدم سعودي و يلعب كظهير أيسر مع نادي الرائد.

## مسيرة اللاعب
لعب سابقاً في الفئات السنية في نادي الهلال ونادي نجران ونادي الشعلة ونادي الجيل ونادي القيصومة.